# جين كنوتسون
جين كنوتسون (بالإنجليزية: Gene Knutson)‏ هو لاعب كرة قدم أمريكية أمريكي، ولد في 10 نوفمبر 1932 في بلويت في الولايات المتحدة، وتوفي في 9 فبراير 2008 في كاسوبوليس في الولايات المتحدة.

## وصلات خارجية
- جين كنوتسون على موقع مرجع كرة القدم المحترفة.كوم (الإنجليزية)